# 新井克太郎
新井 克太郎（あらい かつたろう、1959年10月22日 - ）は、埼玉県戸田市出身の元プロ野球選手（投手）。右投右打。

## 来歴・人物
大宮工業高時代は、1年次の夏前に野球部を退部する。以降は、知り合いが所属する軟式野球チームで遊びでプレーするだけであった。
3年次に、たまたま新聞で見た大洋ホエールズの新人入団テストを腕試しに受験する。200人の中から新井を含めた2人が合格し、1977年オフにドラフト外として入団した。
4年目の1981年に、一軍初登板を果たす。通算6試合目となった8月31日の対中日ドラゴンズ戦で初先発を果たし、149球を投げ5安打1失点でプロ初完投初勝利を記録した。しかし、2度目の先発となった9月6日の対中日ドラゴンズ戦では早々に打込まれ降板。初勝利の試合は辻恭彦がリードしたが、次の先発時は別の捕手であったことが辻にとっては悔やまれたという。その後は伸び悩み、勝ち星は前述1勝のみに終わり1983年限りで現役を引退した。

## 詳細情報

### 年度別投手成績
| 年 度     | 球 団     | 登 板 | 先 発 | 完 投 | 完 封 | 無 四 球 | 勝 利 | 敗 戦 | セ 丨 ブ | ホ 丨 ル ド | 勝 率 | 打 者 | 投 球 回 | 被 安 打 | 被 本 塁 打 | 与 四 球 | 敬 遠 | 与 死 球 | 奪 三 振 | 暴 投 | ボ 丨 ク | 失 点 | 自 責 点 | 防 御 率 | W H I P |
| --------- | --------- | ----- | ----- | ----- | ----- | -------- | ----- | ----- | -------- | ----------- | ----- | ----- | -------- | -------- | ----------- | -------- | ----- | -------- | -------- | ----- | -------- | ----- | -------- | -------- | ------- |
| 1981      | 大洋      | 14    | 2     | 1     | 0     | 0        | 1     | 2     | 0        | --          | .333  | 159   | 36.0     | 47       | 8           | 10       | 1     | 1        | 18       | 1     | 0        | 23    | 20       | 5.00     | 1.58    |
| 通算：1年 | 通算：1年 | 14    | 2     | 1     | 0     | 0        | 1     | 2     | 0        | --          | .333  | 159   | 36.0     | 47       | 8           | 10       | 1     | 1        | 18       | 1     | 0        | 23    | 20       | 5.00     | 1.58    |

### 記録
- 初登板：1981年4月8日、読売ジャイアンツ戦（横浜スタジアム）、6回2死から5番手で救援登板、1/3回無失点
- 初完投・初勝利：1981年8月31日、中日ドラゴンズ戦（横浜スタジアム）、被安打5　奪三振2 四死球5 1失点

### 背番号
- 68 （1978年 - 1983年）